# جون ر. بيكيت
جون ر. بيكيت (بالإنجليزية: John R. Beckett)‏ هو شخصية أعمال أمريكي، ولد في 26 فبراير 1918 في سان فرانسيسكو في الولايات المتحدة، وتوفي في 17 يونيو 2010 في أثرتون في الولايات المتحدة.